# Torneo de Queen's Club 2013
El AEGON Championships 2012 es un torneo de tenis del ATP Tour 2013. El torneo tendrá lugar en la ciudad de Londres, Reino Unido, desde el 10 de junio hasta el 16 de junio, de 2013. El torneo es un evento correspondiente al ATP World Tour 250.

## Cabeza de serie

### Individual
| Tenista               | Ranking | Preclasificada |
| Andy Murray           | 2       | 1              |
| Tomáš Berdych         | 6       | 2              |
| Juan Martín del Potro | 7       | 3              |
| Jo-Wilfried Tsonga    | 8       | 4              |
| Marin Čilić           | 11      | 5              |
| Sam Querrey           | 20      | 6              |
| Alexandr Dolgopolov   | 24      | 7              |
| Kevin Anderson        | 25      | 8              |
| Benoît Paire          | 26      | 9              |
| Grigor Dimitrov       | 28      | 10             |
| Julien Benneteau      | 32      | 11             |
| Lukáš Rosol           | 36      | 12             |
| Jarkko Nieminen       | 38      | 13             |
| Mardy Fish            | 41      | 14             |
| Denis Istomin         | 42      | 15             |
| Pablo Andújar         | 45      | 16             |

### Dobles masculinos
| Tenista                         | Ranking | Preclasificada |
| Bob Bryan Mike Bryan            | 2       | 1              |
| Robert Lindstedt Daniel Nestor  | 11      | 2              |
| Mahesh Bhupathi Rohan Bopanna   | 17      | 3              |
| Alexander Peya Bruno Soares     | 27      | 4              |
| Colin Fleming Jonathan Marray   | 46      | 5              |
| Julien Benneteau Nenad Zimonjić | 51      | 6              |
| Ivan Dodig Marcelo Melo         | 52      | 7              |
| Paul Hanley Marcin Matkowski    | 68      | 8              |

## Campeones

### Individuales
Andy Murray venció a  Marin Čilić por 5-7, 7-5, 6-3

### Dobles
Bob Bryan /  Mike Bryan vencieron a  Alexander Peya /  Bruno Soares por 4-6, 7-5, [10-3]